# Вудлон (Огайо)
Вудлон (англ. Woodlawn) — селище (англ. village) в США, в окрузі Гамільтон штату Огайо. Населення — 3916 осіб (2020).

## Географія
Вудлон розташований за координатами 39°15′20″ пн. ш. 84°28′15″ зх. д. / 39.25556° пн. ш. 84.47083° зх. д. (39.255541, -84.470937).  За даними Бюро перепису населення США в 2010 році селище мало площу 6,66 км², уся площа — суходіл.

## Демографія
Згідно з переписом 2010 року, у селищі мешкали 3294 особи в 1507 домогосподарствах у складі 766 родин. Густота населення становила 495 осіб/км².  Було 1668 помешкань (251/км²).
Расовий склад населення:
| - 67,2 % — чорних або афроамериканців - 26,1 % — білих - 2,9 % — азіатів - 0,2 % — корінних американців - 0,1 % — вихідців з тихоокеанських островів - 1,1 % — осіб інших рас |

До двох чи більше рас належало 2,5 %. Частка іспаномовних становила 2,3 % від усіх жителів.
За віковим діапазоном населення розподілялося таким чином: 18,9 % — особи молодші 18 років, 65,3 % — особи у віці 18—64 років, 15,8 % — особи у віці 65 років та старші. Медіана віку мешканця становила 39,6 року. На 100 осіб жіночої статі у селищі припадало 81,8 чоловіків;  на 100 жінок у віці від 18 років та старших — 79,1 чоловіків також старших 18 років.
Середній дохід на одне домашнє господарство  становив 56 160 доларів США (медіана — 53 125), а середній дохід на одну сім'ю — 64 387 доларів (медіана — 59 583). Медіана доходів становила 49 917 доларів для чоловіків та 43 250 доларів для жінок. За межею бідності перебувало 13,9 % осіб, у тому числі 28,1 % дітей у віці до 18 років та 5,0 % осіб у віці 65 років та старших.
Цивільне працевлаштоване населення становило 1585 осіб. Основні галузі зайнятості: освіта, охорона здоров'я та соціальна допомога — 23,3 %, виробництво — 16,3 %, роздрібна торгівля — 12,7 %, науковці, спеціалісти, менеджери — 11,0 %.